# مایکل بافر
مایکل بافر (به انگلیسی: Michael Buffer) (زاده ۲ فوریه ۱۹۴۴) بازیگر آمریکایی است.
از فیلم‌های معروف او می‌توان به چیره‌دستی و دیکی رابرتس اشاره کرد.